# Seznam ameriških letalskih asov druge svetovne vojne
Seznam ameriških letalskih asov druge svetovne vojne je urejen po številu letalskih zmag.

## Seznam
- Richard »Dick« Ira Bong -  40
- Thomas B. McGuire mlajši -             38
- David McCampbell -                     34
- Francis Stanley »Gabby« Gabreski - 28
- Robert S. Johnson -                    28
- Charles H. MacDonald -                 27
- George E. Preddy mlajši -              26.83
- Joseph Jacob Foss -                    26
- Lance C. Wade -                        25
- Robert Murray Hanson -                 25
- Gregory Boyington -                    24
- John C. Meyer -                        24
- Cecil E. Harris -                      24
- Eugene A. Valencia -                   23
- Ray S. Wetmore -                       22.59
- David C. Schilling -                   22.5
- Gerald R. Johnson -                    22
- Jay T. Robbins -                       22
- Neel E. Kearby -                       22
- Fred J. Christensen -                  21.5
- John J. Voll -                         21
- Kenneth A. Walsh -                     21
- Walker M. Mahurin -                    20.75
- Donald N. Aldrich -                    20
- Robert B. Westbrook -                  20
- Thomas J. Lynch -                      20
- Dominic S. Gentile -                   19.83
- Duane W. Beeson -                      19.33
- Alexander Vraciu -                     19
- Cornelius N. Nooy -                    19
- Glenn E. Duncan -                      19
- John L. Smith -                        19
- Patrick D. Fleming -                   19
- Glenn T. Eagleston -                   18.5
- Charles H. Older -                     18.5
- Leonard K. Carson -                    18.5
- Marion Eugene Carl -                   18.5
- Wilbur J. Thomas -                     18.5
- Albert J. Baumler -                    18
- Herschel H. Green -                    18
- John C. Herbst -                       18
- Walter C. Beckham -                    18
- Hubert Zemke -                         17.75
- John B. England -                      17.5
- William N. Reed -                      17.5
- David L. Hill -                        17.25
- John F. Thornell mlajši -              17.25
- Henry William Brown -                  17.2
- Charles R. Stimpson -                  17
- Gerald W. Johnson -                    17
- Ira C. Kepford -                       17
- James S. Varnell mlajši -              17
- Robert W. Foy -                        17
- Ralph K. Hofer -                       16.5
- John T. Godfrey -                      16.33
- Clarence E. Anderson -                 16.25
- Bill Harris -                          16
- Douglas Baker -                        16
- George S. Welch -                      16
- William D. Dunham -                    16
- William T. Whisner -                   15.5
- Donald J.M. Blakeslee -                15.5
- Donald M. Beerbower -                  15.5
- James E. Swett -                       15.5
- Richard A. Peterson -                  15.5
- Robert H. Neale -                      15.5
- Cyril F. Homer -                       15
- Edward Cragg -                         15
- Harold L. Spears -                     15
- Jack T. Bradley -                      15
- James A. Goodson -                     15
- Samuel J. Brown -                      15
- Donald H. Bochkay -                    14.83
- Joe H. Powers mlajši -                 14.5
- John D. Landers -                      14.5
- Archie Glenn Donahue -                 14
- Arthur F. Jeffrey -                    14
- Arthur R. Hawkins -                    14
- Bruce W. Carr -                        14
- Daniel T. Roberts mlajši -             14
- Ed O. McComas -                        14
- Elbert S. McCuskey -                   14
- John L. Wirth -                        14
- Kenneth H. Dahlberg -                  14
- Robert C. Curtis -                     14
- Robert M. Dehaven -                    14
- Wallace N. Emmer -                     14
- Claude Weaver III. -                   13.5
- Donald J. Strait -                     13.5
- George C. Duncan -                     13.5
- Donald S. Bryan -                      13.33
- George Carpenter -                     13.33
- James H. Howard -                      13.33
- Roger W. Mehle -                       13.33
- Bruce K. Holloway -                    13
- Dan R. Rehm mlajši -                   13
- Daniel Archibald Carmichael mlajši -   13
- Edward O. Shaw -                       13
- Felix D. Williamson -                  13
- Glennon T. Moran -                     13
- Harry A. Parker -                      13
- James L. Brooks -                      13
- James N. Cupp -                        13
- John F. Hampshire -                    13
- John J. Lynch -                        13
- John R. Strane -                       13
- Robert E. Galer -                      13
- Robert W. Stephens -                   13
- Roy W. Rushing -                       13
- Wendell V. Twelves -                   13
- Willard W. Millikan -                  13
- William P. Marontate -                 13
- Lowell K. Brueland -                   12.5
- David C. Fairbanks -                   12.5
- James C. Stewart -                     12.5
- Kenneth D. Frazier -                   12.5
- Paul A. Conger -                       12.5
- Quince L. Brown -                      12.33
- Robin Olds -                           13
- Levi R. Chase -                        12
- Clement M. Craig -                     12
- Clyde B. East -                        12
- Cotesworth B. Head mlajši -            12
- Edward H. O'Hare -                     12
- Eugene A. Trowbridge -                 12
- George W. Gleason -                    12
- Hamilton McWhorter III. -               12
- Harold E. Segal -                      12
- Howard D. Hively -                     12
- James A. Shirley -                     12
- James A. Watkins -                     12
- Kenneth G. Ladd -                      12
- LeRoy A. Schreiber -                   12
- Leroy E. Harris -                      12
- Loran D. Everton -                     12
- Michael Brezas -                       12
- Michael J. Quirk -                     12
- Norman C. Skogstad -                   12
- Pierce W. McKennon -                   12
- Richard L. West -                      12
- Robert W. Moore -                      12
- Roger R. Hedrick -                     12
- William E. Henry -                     12
- William J. Masoner mlajši -            12
- William J. Sloan -                     12
- Nicholas Megura -                      11.83
- Charles E. Yeager -                    11.5
- George R. Carr -                       11.5
- James Averell Clark mlajši -           11.5
- John A. Kirla -                        11.5
- William N. Snider -                    11.5
- William T. Halton -                    11.5
- Louis H. Norley -                      11.33
- Philip Cunliffe De Long -              11.17
- John W. Mitchell -                     11
- Carl M. Frantz -                       11
- Charles M. McCorkle -                  11
- Cornelius M. Smith mlajši -            11
- Donald E. Runyon -                     11
- Donald H. Sapp -                       11
- Francis J. Lent -                      11
- Fred E. Bakutis -                      11
- Harold W. Bauer -                      11
- Harvey P. Picken -                     11
- James B. French -                      11
- James F. Rigg -                        11
- James V. Reber mlajši -                11
- John B. Lawler -                       11
- John S. Loisel -                       11
- John Thomas Blackburn -                11
- Kenneth C. Sparks -                    11
- Leland P. Molland -                    11
- Murray Shubin mlajši -                 11
- Norman L. McDonald -                   11
- Phillip L. Kirkwood -                  11
- Richard E. Stambook -                  11
- Richard E. Turner -                    11
- Robert H. Riddle -                     11
- Robert J. Goebel -                     11
- Stanley W. Vejtasa -                   11
- Wayne L. Lowry -                       11
- William A. Dean mlajši -               11
- William L. Leverette -                 11
- Frank Q. O'Connor -                    10.75
- George T. Burgard -                    10.75
- William J. Hovde -                     10.5
- Albert O. Vorse -                      10.5
- Armistead B. Smith mlajši -            10.5
- George A. Doersch -                    10.5
- George F. Ceuleers -                   10.5
- John A. Storch -                       10.5
- John C.C. Symmes -                     10.5
- John V. Newkirk -                      10.5
- Kenneth A. Jernstedt -                 10.5
- Marshall U. Beebe -                    10.5
- Raymond H. Littge -                    10.5
- Robert L. Little -                     10.5
- Rossell L. Reiserer -                  10.5
- William L. Turner -                    10.5
- Fred W. Glover -                       10.33
- Robert E. Murray -                     10.33
- William D. McGarry -                   10.25
- Alwin M. Jucheim -                     10
- Andrew J. Reynolds -                   10
- Arthur Singer mlajši -                 10
- Carl A. Brown mlajši -                 10
- Charles F. Anderson mlajši -           10
- Elliott Summer -                       10
- Ernest A. Harris -                     10
- Harris E. Mitchell -                   10
- Herbert H. Long -                      10
- Jack E. Conger -                       10
- James J. England -                     10
- James S. Swope -                       10
- John Malcolm Smith -                   10
- Joseph E. Broadhead -                  10
- Michael Gladych -                      10
- Paul M. Stanch -                       10
- Richard L. Cormier -                   10
- Robert H. Anderson -                   10
- Robert J. Rankin -                     10
- Robert L. Scott -                      10
- Robert W. Aschenbrener -               10
- Ted E. Lines -                         10
- Thaddeus T. Coleman -                  10
- Thomas H. Mann mlajši -                10
- T. Hamil Reidy -                       10
- Walter J. Goehausen mlajši -           10
- Wayne K. Blickenstaff -                10
- William K. Giroux -                    10
- Dale F. Spencer -                      9.5
- Edward F. Rector -                     9.5
- Ernest C. Fiebelkorn -                 9.5
- Ernest E. Bankey mlajši -              9.5
- Leonard J. Check  -                    9.5
- Ralph E. Elliott -                     9.5
- Robert C. Coats -                      9.33
- Charles R. Bond -                      9.25
- Allen E. Hill -                        9
- Arthur Van Haren mlajši -              9
- Charles M. Mallory -                   9
- Christopher Lyman Magee -              9
- Doris C. Freeman -                     9
- Edgar R. Bassett -                     9
- Edmund F. Overend -                    9
- Edward L. Feightner -                  9
- Eugene D. Redmond -                    9
- Eugene H. Emmmons -                    9
- Eugene Paul Roberts -                  9
- Fletcher E. Adams -                    9
- Frank D. Hurlbut -                     9
- Frank J. Collins -                     9
- Franklin C. Thomas mlajši -            9
- Fred R. Haviland mlajši -              9
- Fredric F. Champlin -                  9
- George E. Bostwick -                   9
- George E. Kiser -                      9
- Grover E. Fanning -                    9
- Henn A. Carey mlajši -                 9
- James B. Dalglish -                    9
- James S. Stewart -                     9
- Jefferson J. DeBlanc -                 9
- Joel B. Paris III. -                   9
- John S. Stewart -                      9
- Joseph J. Lesicka -                    9
- Joseph M. Forster -                    9
- Judge E. Wolfe -                       9
- Kenneth W. Gallup -                    9
- Lloyd J. Overfield -                   9
- Louis A. Menard -                      9
- Louis E. Curdes -                      9
- Mark Kenneth Bright -                  9
- Marvin J. Franger -                    9
- Mervl M. Smith -                       9
- Norman R. Berree -                     9
- Paul D. Buie -                         9
- Perry J. Dahl -                        9
- Richard T. Eastmond -                  9
- Richard W. Dunkin -                    9
- Robert H. White -                      9
- Stanley B. Morrill -                   9
- Stephen W. Andrew -                    9
- Sylvan Feld -                          9
- Thomas S. Harris -                     9
- Virgil K. Meroney -                    9
- William M. Banks -                     9
- William M. Collins mlajši -            9
- William R. Beyer -                     9
- Charles E. Watts -                     8.75
- Robert T. Smith -                      8.67
- Albert L. Schlegel -                   8.5
- Arthur G. Johnson mlajši -             8.5
- Bernard L. McGrattan -                 8.5
- Carl C. Foster -                       8.5
- Carl J. Luksic -                       8.5
- Charles J. Cesky -                     8.5
- Claude W. Plant -                      8.5
- Donald McDowell -                      8.5
- Everett C. Hargreaves -                8.5
- Frank A. Cutler -                      8.5
- Frank Lawler -                         8.5
- George W. Pigman mlajši -              8.5
- Gregory. K. Loesch  -                  8.5
- James B. Cain -                        8.5
- John H. Hoefker -                      8.5
- John L. Banks -                        8.5
- John L. Morgan mlajši -                8.5
- Joseph H. Bennett -                    8.5
- Larry R. Self -                        8.5
- Oscar I. Chenoweth -                   8.5
- Otto D. Jenkins -                      8.5
- Robert A.M. Dibb -                     8.5
- Sanford K. Moats -                     8.5
- Thomas L. Hayes mlajši -               8.5
- William E. Bryan mlajši -              8.5
- Franklin T. Gabriel -                  8.25
- George B. McMillan -                   8.25
- John Floyd Gray -                      8.25
- Alva C. Murphy -                       8
- Arland Stanton -                       8
- Arthur C. Fiedler mlajši -             8
- Arthur T. Warner -                     8
- Arthur W. Cruikshank -                 8
- Billy C. Edens -                       8
- Boyd D. Wagner -                       8
- Byron M. Johnson -                     8
- Carroll C. Smith -                     8
- Carroll W. McColpin -                  8
- Charles E. Weaver -                    8
- Charles MurDhv Kunz -                  8
- Claiborne H. Kinnard mlajši -          8
- Clement D. Gile -                      8
- Dale E. Shafer -                       8
- David W. Allen -                       8
- Donald K. Yost -                       8
- Douglas W. Malcahy -                   8
- Douglas W. Mulcahy -                   8
- Earl May -                             8
- Edward F. Roddy -                      8
- Edward M. Owen -                       8
- Edwin James Hernan mlajši -            8
- Elmer W. Richardson -                  8
- Elvin L. Lindsay -                     8
- Eric A. Evenson -                      8
- Fernley H. Damstrom -                  8
- Francis R. Gerard -                    8
- Frank L. Gaunt -                       8
- Fred E. Gutt -                         8
- Frederic A. Bardshar -                 8
- Frederick A. Harris -                  8
- Frederick J. Dorsch mlajši -           8
- George L. Hollowell -                  8
- George P. Novotny -                    8
- Glenn D. Schiltz mlajši -              8
- Gordon A. Stanley -                    8
- Jack M. Ilfrey -                       8
- James B. Tapp -                        8
- James M. Fowle -                       8
- James O. Tyler -                       8
- John Francis Dobbin -                  8
- John G. O'Neill -                      8
- John L. Eider -                        8
- John L. Jones -                        8
- John L. Sublett -                      8
- John M. Ainlay -                       8
- John M. Johnston -                     8
- John W. Vogt mlajši -                  8
- Johnnie G. Miller -                    8
- Joseph L. Narr -                       8
- Kenneth F. Hart -                      8
- Landis E. Doner -                      8
- LeRoy V. Grosshuesch -                 8
- Lloyd Glynn Barnard -                  8
- Luther D. Prater mlajši -              8
- Maxwell H. Glenn -                     8
- Mayo A. Hadden mlajši -                8
- Michael J. Jackson -                   8
- Nathan T. Post -                       8
- Philip E. Tovrea mlajši -              8
- Philip Sangermano -                    8
- Richard J. Griffin -                   8
- Robert J. Booth -                      8
- Robert M. Shaw -                       8
- Robert R. Rowland -                    8
- Roy O. Burnett mlajši -                8
- Theodore Hugh Winters mlajši -         8
- Thomas E. Maloney -                    8
- Victor E. Warford -                    8
- Walter F. Duke -                       8
- Walter G. Benz mlajši -                8
- Walter J. Carroll mlajši -             8
- Walter V. Gresham -                    8
- William A. Gardner -                   8
- William A. Shomo -                     8
- William H. Lewis -                     8
- William J. Bonneau -                   8
- William Northrop Case -                8
- William N. Leonard -                   8
- William W. Momyer -                    8
- W. Robert Maxwell -                    8
- Everett W. Stewart -                   7.83
- Joseph L. Lang -                       7.83
- Charles W. Lasko -                     7.5
- Daftell S. Cramer -                    7.5
- Dale E. Karger -                       7.5
- Edward E. Hunt -                       7.5
- Elwyn G. Righetti -                    7.5
- Francis M. Fleming -                   7.5
- Frederick R. Payne -                   7.5
- George M. Lamb -                       7.5
- Glendon V. Davis -                     7.5
- Henry J. Miklajcyk -                   7.5
- Howard M. Burriss -                    7.5
- John H. Lowell -                       7.5
- Kenneth J. Dahms -                     7.5
- MacArthur Powers -                     7.5
- Malcolm T. Wordell -                   7.5
- Myrvin E. Noble -                      7.5
- Paul O'Mara mlajši -                   7.5
- Ralph H. Davis -                       7.5
- William M. Knight -                    7.5
- Vermont Garrison -                     7.33
- James M. Morris -                      7.33
- Samuel B. Hibbard -                    7.33
- Albert J. Pope -                       7.25
- Melvin M. Prichard -                   7.25
- Robert E. Goodnight -                  7.25
- W.E. Bartling -                        7.25
- George Andrew Davis mlajši -           7
- John J. Hockery -                      7
- Robert Wade -                          7
- Alfred J. Fecke -                      7
- Alfred Lerch -                         7
- Alvin J. Jensen -                      7
- Armand G. Manson -                     7
- Arnold E. Vinson -                     7
- Arthur J. Brassfield -                 7
- A. A. Harrington -                     7
- Ben Rimerman -                         7
- Benjamin H. King -                     7
- Bert D. Morris mlajši -                7
- Bert W. Marshall mlajši -              7
- Bruce W. Williams -                    7
- Burnell W. Adams -                     7
- Calvin C. Wire -                       7
- Calvin D. Allen mlajši -               7
- Carl Eugene Smith -                    7
- Carl W. Payne -                        7
- Charles H. Ostrom -                    7
- Chesley G. Peterson -                  7
- Clarence O. Johnson -                  7
- Claude J. Crenshaw -                   7
- Claude R. Kinsey -                     7
- Daniel G. Cunningham -                 7
- Daniel J. Zoerb -                      7
- Danny O'Neill -                        7
- Dean Caswell -                         7
- Donald Gordon -                        7
- Dwaine R. Franklin -                   7
- Earl R. Fryer -                        7
- Edward B. Turner -                     7
- Edward S. Popek -                      7
- Edward T. Waters -                     7
- Edwin O. Fisher -                      7
- Elbert W. Parrish -                    7
- Elmer M. Wheadon -                     7
- Ernest Shipman -                       7
- Felix Michael Rogers -                 7
- Francis R. Register -                  7
- Frank A. Hill -                        7
- Frank C. Heath -                       7
- Frank E. Foltz -                       7
- Frank Schiel -                         7
- Frank W. Klibbe -                      7
- Frankam W. Troup -                     7
- Franklin N. Burley -                   7
- Fred L. Dungan -                       7
- George H. Davidson -                   7
- George N. Kirk -                       7
- Gerald E. Tyler -                      7
- Gerard M.H. Williams -                 7
- Gilbert L. Jamison -                   7
- Gilbert M. O'Brien -                   7
- Gordon M. Graham -                     7
- Gregory A. Daymond -                   7
- Harley C. Vaughn -                     7
- Harold N. Funk -                       7
- Harry E. Hill -                        7
- Harvey Odenbrett -                     7
- Henry B. Hamilton -                    7
- Herbert Eckard -                       7
- Herbert E. Ross -                      7
- Hugh N. Batten -                       7
- Irwin H. Dregne -                      7
- Jack A. Fisk -                         7
- Jack Pittman mlajši -                  7
- James B. Morehead -                    7
- James M. Jones -                       7
- James N. Poindexter -                  7
- James W. Browning -                    7
- James W. Wilkinson -                   7
- Jeremiah J. O'Keefe -                  7
- Jimmie E. Savage -                     7
- John E. Purdy -                        7
- John G. Bright -                       7
- John H. Truluck -                      7
- John Harvey Curry -                    7
- John M. Franks -                       7
- John M. Simmons -                      7
- John M. Wesolowski -                   7
- John R. Galvin -                       7
- John S. Dunaway -                      7
- John S. Thach -                        7
- John T. Moore -                        7
- John T. Wolf -                         7
- John W. Dear mlajši -                  7
- John W. Ruhsam -                       7
- Joseph F. Pierce -                     7
- Joseph Henry Griffin -                 7
- J. Hunter Reinburg -                   7
- Lawrence A. Clark -                    7
- Lawrence P. Liebers -                  7
- Leslie C. Smith -                      7
- Lucien B. Shuler -                     7
- Maidrum L. Sears -                     7
- Marvin E. Grant -                      7
- Murry D. McLaughlin -                  7
- Myron M. Truax -                       7
- Paul Cordray -                         7
- Paul P. Douglas mlajši -               7
- PaW E. Whittaker -                     7
- Percy R. Barteft -                     7
- Philip G. Chapman -                    7
- Reade Franklin Tilley -                7
- Richard E. Smith -                     7
- Ripley O. Jones -                      7
- Robert A. Clark -                      7
- Robert A. Lamb -                       7
- Robert Bruce Porter -                  7
- Robert C. Moss -                       7
- Robert E. Woody -                      7
- Robert G. Owens mlajši -               7
- Robert Harold Brown -                  7
- Robert H. Becket -                     7
- Robert J. Stone -                      7
- Robert M. Baker -                      7
- Robert Reynolds -                      7
- Robert W. Duncan -                     7
- Robert W. McClurg -                    7
- Roger A. Haberman -                    7
- Roy M. Voris -                         7
- R.H. Jennings -                        7
- Sam L. Silber -                        7
- Sammy A. Pierce -                      7
- Samuel J. Wicker -                     7
- Samuel V. Blair -                      7
- Sidney S. Woods -                      7
- Spiros N. Pisanos -                    7
- Thomas G. McClelland -                 7
- Thomas J. Conroy -                     7
- Thomas J. Rennemo -                    7
- Verl E. Jett -                         7
- Vincent T. Elliott -                   7
- Ward A. Kuentzel -                     7
- Warren A. Skon -                       7
- Warren R. Lewis -                      7
- Wilbur B. Webb -                       7
- William E. Crowe -                     7
- William H. Strand -                    7
- William J. Hennon -                    7
- William J. Maguire -                   7
- William Perry Brown mlajši -           7
- William R. Kane -                      7
- William Y. Anderson -                  7
- Willie O. Jackson mlajši -             7
- Willis E. Hardy -                      7
- Zach W. Dean -                         7
- John B. Murphy -                       6.75
- Leslie H. Kerr mlajši -                6.75
- Robert K. Nelson -                     6.7
- Albert C. Slack -                      6.5
- Charles H. Haverland mlajši -          6.5
- Charles H. Turner -                    6.5
- Charles W. Brewer -                    6.5
- Charles W. Koenig -                    6.5
- Donald M. Cummings -                   6.5
- Edward C. McGowan -                    6.5
- James E. Hoffman mlajši -              6.5
- James H. Flatley mlajši -              6.5
- John D. Stokes -                       6.5
- Mark E. Hubbard -                      6.5
- Mark L. Moseley -                      6.5
- Melvin Cozzens -                       6.5
- Michele A. Mazzocco -                  6.5
- Parker Dupouy -                        6.5
- Paul A. Mullen -                       6.5
- Paul S. Riley -                        6.5
- Ray A. Taylor mlajši -                 6.5
- Richard E. Fowler mlajši -             6.5
- Robert H. Davis -                      6.5
- Robert H. Thelen -                     6.5
- Robert P. Fash -                       6.5
- Rockford V. Gray -                     6.5
- Valentine S. Rader -                   6.5
- Waiter A. Lundin -                     6.5
- Dewey F. Durnford -                    6.33
- Joseph V. Dillard -                    6.33
- John R. Rossi -                        6.25
- Johnnie J. Bridges -                   6.25
- Robert D. Welden -                     6.25
- Richard F. Hurd -                      6.09
- Francis A. Terrill -                   6.08
- James P. Hagerstrom -                  6
- John F. Bolt mlajši -                  6
- Benjamin H. Emmert mlajši -            6
- William E. Lamb -                      6
- Adolph Mencin -                        6
- Albert Seckel mlajši -                 6
- Alexander L. Anderson -                6
- Alfred C. Froning -                    6
- Alfred L. Frendberg -                  6
- Andrew J. Evans -                      6
- Anthony J. Denman -                    6
- Armour C. Miller -                     6
- Arthur E. Wenige -                     6
- Arthur Roger Conant -                  6
- Arval J. Reberson -                    6
- Barrie S. Davis -                      6
- Bernard H. Howes -                     6
- Billy M. Gresham -                     6
- Byron A. Eberts -                      6
- Cameron M. Hart -                      6
- Carland E. Brunmier -                  6
- Carlton B. Starkes -                   6
- Cecil O. Dean -                        6
- Charles David Jones -                  6
- Charles E. Adams mlajši -              6
- Charles F. Gumm -                      6
- Charles H. Carroll -                   6
- Charles J. Zubarik -                   6
- Charles S. Gallup -                    6
- Charles W. Huffman -                   6
- Chesley G. Peterson -                  6
- Clayton K. Gross -                     6
- Clinton D. Vincent -                   6
- Clinton L. Smith -                     6
- Courtney Shands -                      6
- Creighton Chandler -                   6
- Cyril W. Jones mlajši -                6
- Daniel F. Smith mlajši -               6
- David F. Thwaites -                    6
- David W. Howe -                        6
- Dean S. Laird -                        6
- Don Horns Fisher -                     6
- Donald A. Larson -                     6
- Donald C. McGee -                      6
- Donald David Kienholz -                6
- Donald E. Umphres -                    6
- Donald F. Cronin -                     6
- Donald W. Meuten -                     6
- Edmund R. Goss -                       6
- Edward C. Outlaw -                     6
- Edward G. Wendorf -                    6
- Edward J. Czarnecki -                  6
- Edwin L. Degraffenreid -               6
- Edwin Stanley Conants -                6
- Elliott E. Dent mlajši -               6
- Ellis C. Baker mlajši -                6
- Ellis Win. Wright mlajši -             6
- Eugene Dillow -                        6
- Eugene R. Hanks -                      6
- Francis E. Pierce mlajši -             6
- Francis X. Bushner -                   6
- Frank C. Drury -                       6
- Frank H. Presley -                     6
- Fred F. Ohr -                          6
- F.W. Tracy -                           6
- George C. Axtell -                     6
- George F. Hall -                       6
- George T. Buck mlajši -                6
- Gilbert Percy -                        6
- Gordon H. McDaniel -                   6
- Grant M. Mahoney -                     6
- Grant M. Turley -                      6
- Hampton E. Boggs -                     6
- Harlan I. Gustafson -                  6
- Harley L. Brown -                      6
- Harold E. Vita -                       6
- Harold Yeremain -                      6
- Harry C. Crim mlajši -                 6
- Hartell H. Scales -                    6
- Harvey W. Sturdevant -                 6
- Henry E. Mitchell -                    6
- Henry H. Meigs -                       6
- Henry L. Mills -                       6
- Henry S. Bille -                       6
- Henry. W. Balsinger -                  6
- Herbert J. Valentine -                 6
- Herman J. Rossi mlajši -               6
- Hiram Clifford Pitts -                 6
- Horace B. Moranville -                 6
- Horace B. Reeves -                     6
- Howard J. Finn -                       6
- Hoyt A. Eason -                        6
- Hugh V. Sherrill -                     6
- James C. Ince -                        6
- James D. Bare -                        6
- James D. Holloway -                    6
- James D. Mugavero -                    6
- James Eldridge Peck -                  6
- James J. Pascoe -                      6
- James L. Pearce -                      6
- James M. Barnes -                      6
- James M. Williams -                    6
- James R. Carter -                      6
- James R. Starnes -                     6
- James W. Griffis -                     6
- Jefferson D. Dorroh -                  6
- John C. Hundley -                      6
- John C. Smith -                        6
- John D. Lombard -                      6
- John Forrest Pugh -                    6
- John H. Lane -                         6
- John J. Sargent -                      6
- John McManus -                         6
- John Orth -                            6
- John Pietz mlajši -                    6
- John R. Alison -                       6
- John R. Montapert -                    6
- John T. Crosby -                       6
- John W. Fair -                         6
- Joseph J. Paskoski -                   6
- Joseph T. McKeon -                     6
- J.D. Collinsworth -                    6
- Kendall E. Carlson -                   6
- Kenneth B. Lake -                      6
- Laurence E. Blumer -                   6
- Lee O. Gregg -                         6
- Lee R. Everhart -                      6
- Leland A. Larson -                     6
- Leonard R. Reeves -                    6
- LeRoy W. Keith -                       6
- Leslie Decew -                         6
- Lewis W. Chick mlajši -                6
- Lloyd P. Heinzen -                     6
- Louis R. Hamblin -                     6
- Lynn E. Witt mlajši -                  6
- Marvin W. Lubner -                     6
- Matthew S. Byrnes mlajši -             6
- Meade M. Brown -                       6
- Merl W. Davenport -                    6
- Merriwell W. Vineyard -                6
- Milton N. Vedder -                     6
- Nicholas J. Smith -                    6
- Norman E. Olson -                      6
- Norman W. Mollard -                    6
- Norval R. Quiel -                      6
- Paul C. Murphey mlajši -               6
- Paul E. Drury -                        6
- Paul H.N. Beaudry -                    6
- Paul W. Lucas -                        6
- Perry L. Shuman -                      6
- Ralph G. Taylor mlajši -               6
- Ralph H. Wandrey -                     6
- Ralph J. Rosen -                       6
- Ralston M. Pound mlajši -              6
- Ray Crawford -                         6
- Raymond C. Care -                      6
- Raymond F. Harmeyer -                  6
- Raymond H. Callaway -                  6
- Richard A. Campbell -                  6
- Richard D. Cowger -                    6
- Richard G. Candelaria -                6
- Richard Hobbs May -                    6
- Richard H. Fleischer -                 6
- Richard O. Devine -                    6
- Robert A. Karr -                       6
- Robert Baird -                         6
- Robert B. Fraser -                     6
- Robert C. Wilson -                     6
- Robert C. Woolverton -                 6
- Robert D. Johnston -                   6
- Robert E. Welch -                      6
- Robert F. Mulhollen -                  6
- Robert F. Stout -                      6
- Robert G. Schimanski -                 6
- Robert Hurst -                         6
- Robert J. Byrne -                      6
- Robert J. Keen -                       6
- Robert L. Baseler -                    6
- Robert L. Blyth -                      6
- Robert L. Coffey mlajši -              6
- Robert L. Howard -                     6
- Robert L. Liles -                      6
- Robert Mims -                          6
- Robert M. Hamilton -                   6
- Robert W. Shackford -                  6
- Rodman C. Beatley -                    6
- Ronald W. Hoel -                       6
- Roy B. Hogg -                          6
- Roy F. Gillespie -                     6
- Roy W. Evans -                         6
- Samuel J. Brocato mlajši -             6
- Sheldon O. Hall -                      6
- Stanley J. Lustic -                    6
- Stanley O. Andrews -                   6
- Thomas A. White -                      6
- Thomas H. Walker -                     6
- Tilman E. Pool -                       6
- Urban L. Drew -                        6
- Wallace E. Hopkins -                   6
- Wallace R. Jordan -                    6
- Walter A., Haas -                      6
- Walter E. Clark -                      6
- Walter E. Starck -                     6
- Walter V. Cook -                       6
- Warren M. Wesson -                     6
- Warren S. Emerson -                    6
- Wilbur R. Scheible -                   6
- Willard E. Eder -                      6
- William A. McCormick mlajši -          6
- William B. Foulis mlajši -             6
- William B. Freeman -                   6
- William C. Drier -                     6
- William C. Edwards mlajši -            6
- William C. Moseley -                   6
- William E. Burckhalter -               6
- William E. Copeland -                  6
- William E. Whalen -                    6
- William F. Hanes mlajši -              6
- William G. Eccles -                    6
- William J. Cullerton -                 6
- William J. Dillard -                   6
- William J. Kingston mlajši -           6
- William J. Schildt -                   6
- William J. Simmons -                   6
- William R. Dunn -                      6
- William T. Kemp -                      6
- Wilson M. Coleman -                    6
- Wyman D. Anderson -                    6
- Zenneth A. Pond -                      6
- Norman J. Fortier -                    5.83
- Edwin L. Heller -                      5.5
- Frederick J. Streig -                  5.56
- Walter J. Koraleski mlajši -           5.53
- Carl G. Bickel -                       5.5
- Clinton D. Burdick -                   5.5
- Donovan F. Smith -                     5.5
- Dudley M . Amoss -                     5.5
- Earling W. Zaeske -                    5.5
- Edward B. Edwards mlajši -             5.5
- Floyd C. Kirkpatrick -                 5.5
- Francis W. Horne -                     5.5
- Frank E. McCauley -                    5.5
- Frank L. Gailer mlajši -               5.5
- Frederick O. Trafton mlajši -          5.5
- George R. Vanden Heuval -              5.5
- Glenn M. Revel -                       5.5
- Gordon B. Compton -                    5.5
- Herman Hansen mlajši -                 5.5
- James S. Gray -                        5.5
- Joe W. Waits -                         5.5
- John B. Maas mlajši -                  5.5
- Joseph J. Kruzel -                     5.5
- Joseph P. Lynch -                      5.5
- Kuan Fu Wang -                         5.5
- Lawrence A. Dewing -                   5.5
- LeRoy A. Ruder -                       5.5
- Leslie D. Minchew -                    5.5
- Lindol F. Graham -                    5.5
- Maurice G. Long -                      5.5
- Murray Winfield -                      5.5
- Oscar H. Coen -                        5.5
- Paul R. Hatala -                       5.5
- Peter E. Pompetti -                    5.5
- Raymond B. Myers -                     5.5
- Robert L. Buttke -                     5.5
- Robert L. Shoup -                     5.5
- Robert P. Ross -                      5.5
- Robert P. Winks -                      5.5
- Samuel W. Forrer -                     5.5
- William B. King -                      5.5
- William F. Tanner -                    5.5
- William L. Hood -                      5.5
- William M. Lundin -                    5.5
- William Paul Thayer -                  5.5
- William R. O'Brien -                   5.5
- William W. McLachlin -                 5.5
- Bernard Dunn -                         5.33
- Hipolitus T. Biel -                    5.33
- Julius W. Ireland -                    5.33
- Robert J. Humphrey -                   5.33
- Wallace E. Sigler -                    5.33
- Robert J. Sandell -                    5.33
- Charles W. Sawyer -                    5.25
- Harry W. Dorris -                      5.25
- James A. Bryce -                       5.25
- John E. Petach -                       5.25
- Millard Wooley mlajši -                5.25
- Robert D. Thompson -                   5.25
- Robert H. Smith -                      5.25
- Robert W. Prescott -                   5.25
- Thomas C. Haywood -                    5.25
- Thomas F. Miller -                     5.25
- Walter A. Wood -                       5.25
- C.H. Laughlin -                        5.2
- H.A. Nelson -                          5.2
- James E. Duffy mlajši -                5.2
- Lewis S. Bishop -                      5.2
- Hugh McJ. Elwood -                     5.17
- Eugene D. Axtell -                     5.09
- Harrison R. Thyng -                    5
- Philip E. Colman -                     5
- Van E. Chandler -                      5
- Herman W. Visscher -                   5
- James W. Little -                      5
- Aaron L. Bearden -                     5
- Abner M. Aust mlajši -                 5
- Albert C. Hacking mlajši -             5
- Albert E. Martin mlajši -              5
- Alexander F. Sears -                   5
- Alhert P. Wells -                      5
- Alvaro J. Hunter -                     5
- Andrew J. Ritchey -                    5
- Arthur B. Cleaveland -                 5
- Arthur Chen -                          5
- Arthur C. Cundy -                      5
- Arthur H. Munson -                     5
- Arthur P. Mollenhauer -                5
- Austin LeRoy Olsen  -                  5
- Ben I. Mayo mlajši -                   5
- Benjamin C. Amsden -                   5
- Besby F. Holmes -                      5
- Bruce MacD. Barackman -                5
- Carl Van Stone -                       5
- Carroll S. Knott -                     5
- Cecil J. Doyle -                       5
- Charles A. Shields -                   5
- Charles B. Milton -                    5
- Charles D. Farmer -                    5
- Charles D. Hauver -                    5
- Charles H. Dubois -                    5
- Charles Kendrick -                     5
- Charles P. London -                    5
- Charles P. Sullivan -                  5
- Charles R. Fischette -                 5
- Charles W. Drake -                    5
- Charles W. King -                      5
- Charles W. Lenfest -                   5
- Cheatham W. Gupton -                   5
- Chester K. Maxwell -                   5
- Chris J. Hanseman -                    5
- Clarence A. Borley -                   5
- Clarence M. Jasper -                   5
- Claude E. Ford -                       5
- Clavton M. Isaacson -                  5
- Clayton E. Davis -                     5
- Clifford Louie -                       5
- Clifton H. Troxell -                   5
- Clyde P. Spitler -                     5
- Cullen J. Hoffman -                    5
- Curran L. Jones -                      5
- Cyrus R. Gladen -                      5
- C. B. Ray -                            5
- C. E. Davies -                         5
- Dallas A. Clinger -                    5
- Daniel B. Driscoll -                   5
- Daniel Kennedy -                       5
- Dartell G. Welch -                     5
- David Barnes Archibald -               5
- David C. Wilhelm -                     5
- David L. King -                        5
- David P. Philips -                     5
- Donald A. Baccus -                     5
- Donald C. Clements -                   5
- Donald C. Owen -                       5
- Donald J. McKinley -                   5
- Donald Luther Balch -                  5
- Donald L. Quigley -                    5
- Donald M. McPherson -                  5
- Donald S. Lopez -                      5
- Donald E. Hillman -                    5
- Duerr H. Schuh -                       5
- Dwight B. Galt -                       5
- Earl R. Lazear mlajši -                5
- Edgar E. Stebbins -                    5
- Edsel Paulk -                          5
- Edward A. Phillips -                   5
- Edward H. Beavers mlajši -             5
- Edward H. Kopsel -                     5
- Edward L. Gimbel -                     5
- Edward M. Nollmeyer -                  5
- Edward R. Hoyt -                       5
- Edward W. Overton mlajši -             5
- Edward W. Toaspern -                   5
- Edwin L. Olander -                     5
- Edwin W. Hiro -                        5
- Ernest A. Powell -                     5
- Ernest J. Ambort -                     5
- Ernest K. Osher -                      5
- Ernest O. Bostrom -                    5
- Eugene P. Townsend -                   5
- Eugene W. O'Neill -                    5
- Evan D. McMinn -                       5
- Evan M. Johnson -                      5
- Everett Miller -                       5
- Forrest F. Parham -                    5
- Foster J. Blair -                      5
- Francis E. Dubisher -                  5
- Frank B. Baldwin -                     5
- Frank C. Hearrell -                    5
- Frank C. Jones -                       5
- Frank R. Hayde -                       5
- Frank Sistrunk -                       5
- Franklin A. Nichols -                  5
- Franklin C. Lathrope -                 5
- Franklin H. Monk -                     5
- Franklin Rose mlajši -                 5
- Fred F. Ackerman -                     5
- Frederick E. Dick -                    5
- F. H. Michaelis -                      5
- Gene E. Markham -                      5
- George Della -                         5
- George E. Dawkins mlajši -             5
- George Formanek mlajši -               5
- George G. Loving mlajši -              5
- George H. Poske -                      5
- George L. Merritt mlajši -             5
- George L. Wrenn -                      5
- George T. Chandler -                   5
- George Weigel -                        5
- Gerald A. Brown -                      5
- Gerald L. Rounds -                     5
- Gilbert F. Talbot -                    5
- Gordon E. Schecter -                   5
- Gregory J. Weissenberger -             5
- Grover D. Gholson -                    5
- Harold E. Comstock -                   5
- Harrison B. Tordoff -                  5
- Harry A. March mlajši -                5
- Harry E. Fisk -                        5
- Harry T. Hanna -                       5
- Harry Winston Brown -                  5
- Harry W. Swinburne -                   5
- Hartwell V. Jr Scarborough -           5
- Hayden A. Gregory -                    5
- Hayden M. Jensen -                     5
- Henry K. Champion -                    5
- Henry L. Ii Condon -                   5
- Henry S. Rudolph -                     5
- Henry S. White -                       5
- Herbert B. Hatch -                     5
- Herbert N. Houck -                     5
- Herman E. Ernst -                      5
- Hollis H. Hills -                      5
- Horace Q. Waggoner -                   5
- Howard R. Hudson -                     5
- Hugh D. Lillie -                       5
- Hyde Phillips -                        5
- H. Allen McCartney mlajši -            5
- Irl V. Sonner mlajši -                 5
- I. B. Jack Donaldson -                 5
- Jack A. Bade -                         5
- Jack C. Mankin -                       5
- Jack C. Price -                        5
- Jack J. Oberhansly -                   5
- Jack Lenox mlajši -                    5
- Jack R. Smith -                        5
- Jack R. Warren -                       5
- Jack S. Berkheimer -                   5
- Jack S. Daniell -                      5
- Jackson B. Mahon -                     5
- James D. Billo -                       5
- James E. Duffy -                       5
- James E. Peck -                        5
- James E. Fenex mlajši -                5
- James E. Hill -                        5
- James J. Southerland -                 5
- James N. McElroy -                     5
- James W. Empey -                       5
- Jennings L. Myers -                    5
- Joe D. Robbins -                       5
- Joe L. Mason -                         5
- Joe W. Icard -                         5
- Joel A. Owens -                        5
- John A. Campbell -                     5
- John A. Leppla -                       5
- John A. MacKay -                       5
- John A. Tilley -                       5
- John A. Zink -                         5
- John B. Carder -                       5
- John B. Hoag -                         5
- John E. Vogt -                         5
- John F. Barrick -                      5
- John F. Luma -                         5
- John F. Sutherland -                   5
- John H. White -                        5
- John L. Bradley -                      5
- John L. McGinn -                       5
- John L. Wolford -                      5
- John R. Kincaid -                      5
- John W. Bolyard -                      5
- John W. McGuyrt -                      5
- John W. Topfill -                      5
- Johnnie C. Strange -                   5
- Joseph E. Miller mlajši -              5
- Joseph E. Reulet -                     5
- Joseph L. Egan mlajši -                5
- Joseph Z. Matte -                      5
- J. Danforth Brown -                    5
- J. Wayne Jorda -                       5
- J. L. Schell -                         5
- Keith Mahon -                          5
- Kenneth A. Flinn -                     5
- Kenneth D. Smith -                     5
- Kenneth G. Hippe -                     5
- Kenneth G. Smith -                     5
- Kenneth M. Ford -                      5
- Kenneth R. Martin -                    5
- Kenneth R. Pool -                      5
- Lawrence F. O'Neill -                  5
- Lee P. Mankin -                        5
- Lee V. Wiseman -                       5
- Leland B. Cornell -                    5
- Lenton F. Kirkland mlajši -            5
- Leo B. McCuddin -                      5
- Leonard K. Davis -                     5
- Leroy W. Robinson -                    5
- Leslie E. Andersen -                   5
- Lester C. Marsh -                      5
- Lester H. Sipes -                      5
- Lester L. Arasmith -                   5
- Lindley W. Godson -                    5
- Louis Benne -                          5
- Louis Schriber -                       5
- Lowell C. Lutton -                     5
- Lynn F. Jones -                        5
- Lyttleton T. Ward -                    5
- L.A. Maberry -                         5
- Marion C. Felts -                      5
- Marion F. Kirby -                      5
- Marlow J. Leikness -                   5
- Marvin R. Novak -                      5
- Max J. Wright -                        5
- Melvyn R. Paisley -                    5
- Merle M. Coons -                       5
- Michael Dikovitsky -                   5
- Michael R. Yunck -                     5
- Milden E. Mathre -                     5
- Morris A. Stanley -                    5
- Morton D. Magoffin -                   5
- Myron M. Hnatio -                      5
- Ned W. Langdon -                       5
- Nelson D. Flack mlajši -               5
- Newell O. Roberts -                    5
- Nial K. Castle -                       5
- Niven K. Cranfill -                    5
- Noel Gayler -                          5
- Norman D. Gould -                      5
- Oliver B. Taylor -                     5
- Oran S. Watts -                        5
- Orvin H. Ramlo -                       5
- Oscar C. Bailey -                      5
- Oscar F. Perdomo -                     5
- Owen Dewitt Young -                    5
- Paul A. Smith -                        5
- Paul G. McArthur -                     5
- Paul H. Wilkins -                      5
- Paul John Fontana -                    5
- Paul J. Bruneau -                      5
- Paul M. Henderson mlajši -             5
- Paul R. Cochran -                      5
- Paul V. Morriss -                      5
- Peter J. Vander Linden -               5
- Philip B. Porter -                     5
- Ralph E. Foltz -                       5
- Ralph J. Watson -                      5
- Ralph L. Cox -                         5
- Ralph L. Wire -                        5
- Randall W. Hendricks -                 5
- Raymond E. Hartley mlajši -            5
- Raymond W. Bank  -                     5
- Reuben H. Denoff -                     5
- Rex T. Barber -                        5
- Richard B. Blaydes -                   5
- Richard C. Lampe -                     5
- Richard C. Suehr -                     5
- Richard D. Faxon -                     5
- Richard H. Anderson -                  5
- Richard J. Lee -                       5
- Richard Lane Braun -                   5
- Richard L. Alexander -                 5
- Richard L. Bertelson -                 5
- Richard S. Deakins -                   5
- Robert A. Elder -                      5
- Robert A. Farnsworth mlajši -          5
- Robert A. Winston -                    5
- Robert Bruce Shoals -                  5
- Robert Byron See -                     5
- Robert C. Byrnes -                     5
- Robert C. Griffith -                   5
- Robert C. Milliken -                   5
- Robert C. Sutcliffe -                  5
- Robert D. Gibb -                       5
- Robert E. Clements -                   5
- Robert E. Tierney -                    5
- Robert F. Graham -                     5
- Robert F. Thomas -                     5
- Robert G. West -                       5
- Robert Hedman -                        5
- Robert H. Adams -                      5
- Robert H. Ammon -                      5
- Robert H. Kidwell -                    5
- Robert H. Knapp -                      5
- Robert H. Vaught -                     5
- Robert J. Nelson -                     5
- Robert J. Overcash -                   5
- Robert K. Seidman -                    5
- Robert L. Buchanan -                   5
- Robert M. Barkey -                     5
- Robert M. York -                       5
- Robert R. Yaeger -                     5
- Robert W. Abernathy -                  5
- Rodney W. Fisher -                     5
- Roger C. Pryor -                       5
- Ross E. Torkelson -                    5
- Ross F. Robinson -                     5
- Royce W. Priest -                      5
- Rudolph Daniel Van Dyke -              5
- Russel D. Williams -                   5
- Russell C. Haworth -                   5
- R. »Red« McDonald -                    5
- R. A. Kincaid -                        5
- Samuel E. Hammer -                     5
- Selden R. Edner -                      5
- Selva E. McGinty -                     5
- Sidney W. Weatherford -                5
- Stanley T. Synar -                     5
- Stephen J. Bonner mlajši -             5
- Steven Gerick -                        5
- Stuart C. Alley mlajši -               5
- Thomas D. Schank -                     5
- Thomas G. Lanphier -                   5
- Thomas L. Harris -                     5
- Thomas W. Rhodes -                     5
- Truman S. Barnes -                     5
- T.H. McArthur -                        5
- Vernon E. Graham -                     5
- Vincent A. Rieger -                    5
- Virgil C. Fields mlajši -              5
- Virgil H. Smith -                      5
- Vivian A. Cloud -                      5
- Wallace R. Johnson -                   5
- Walter B. Walker mlajši -              5
- Walter D. Bishop -                     5
- Walter R. Harman -                     5
- Warner F. Gardner -                    5
- Warren D. Curton -                     5
- Warren L. Jones -                      5
- Wayne W. Laird -                       5
- Will W. Taylor -                       5
- Willard J. Webb -                      5
- William A. Carlton -                   5
- William A. Daniel -                    5
- William A. Rynne -                     5
- William C. Day mlajši -                5
- William C. Reese -                     5
- William E. Aron -                      5
- William E. Lamoreaux -                 5
- William Farrell -                      5
- William F. Fiedler mlajši -            5
- William F. McDonough -                 5
- William F. Wilson -                    5
- William Grosvenor mlajši -             5
- William H. Allen -                     5
- William H. Julian -                    5
- William H. Mathis -                    5
- William J. Kostick -                   5
- William J. Stangel -                   5
- William J. Sykes -                     5
- William K. Blair -                     5
- William R. Hodges -                    5
- William R. Dunn -                      5
- Willis G. Laney -                      5